# تسویوشی مورو
تسویوشی مورو (انگلیسی: Tsuyoshi Muro؛ زادهٔ ۲۳ ژانویهٔ ۱۹۷۶) بازیگر اهل ژاپن است. او در سریال ایه‌یاسو، چه خواهی کرد؟ در نقش  تویوتومی هیده‌یوشی ایفای نقش کرده است.